# Rod Hardy
Pour les articles homonymes, voir Hardy.
Rod Hardy, né en 1949 à Melbourne, est un réalisateur australien.

## Biographie
Rod Hardy commence sa carrière de réalisateur, essentiellement pour la télévision, en Australie avant de partir pour les États-Unis en 1992. Il réalise notamment là-bas les téléfilms Vingt mille lieues sous les mers (1997) et Nick Fury: Agent of SHIELD (1998) ainsi que des épisodes des séries X-Files, Battlestar Galactica, Burn Notice et Leverage.
Au cinéma, il a réalisé quelques longs métrages, dont December Boys (2007) qui a remporté le prix du meilleur film au Festival du film de Giffoni.

## Filmographie

### Cinéma
- 1979 : Soif de sang (Thirst)
- 1997 : Robinson Crusoé (Robinson Crusoe)
- 2007 : December Boys

### Télévision
- 1974 : Division 4 (en) (série télévisée, 15 épisodes)
- 1974-1976 : Matlock Police (en) (série télévisée, 17 épisodes)
- 1982 : Sara Dane (en) (mini-série)
- 1986 : La Vengeance aux deux visages (série télévisée, 3 épisodes)
- 1987-1988 : Les Voisins (série télévisée, 10 épisodes)
- 1989 : Mission impossible, 20 ans après (série télévisée, 2 épisodes)
- 1994 : À mi-galaxie, tournez à gauche (série télévisée, 12 épisodes)
- 1997 : Vingt mille lieues sous les mers (mini-série)
- 1998 : Nick Fury: Agent of SHIELD (téléfilm)
- 2000-2001 : X-Files (série télévisée, 3 épisodes : Un coin perdu, Dur comme fer et Vienen)
- 2002-2003 : JAG (série télévisée, 3 épisodes)
- 2004-2008 : Battlestar Galactica (série télévisée, 6 épisodes)
- 2007-2008 : Burn Notice (série télévisée, 2 épisodes)
- 2009 : Leverage (série télévisée, 2 épisodes)
- 2009 : Mentalist (série télévisée, saison 2 épisode 6)
- 2010 : Supernatural (série télévisée, saison 6 épisode 5)